# Margarida Pole, 8.ª Condessa de Salisbury
Margarida Pole também conhecida por Beata Margarida Pole (em inglês: Margaret Pole; 14 de agosto de 1473 – 27 de maio de 1541), foi uma fidalga inglesa, filha de Jorge, Duque de Clarence, irmão de Eduardo IV de Inglaterra e de Ricardo III de Inglaterra, e de Isabel Neville.
Ela foi o último membro da Dinastia Plantageneta, tendo sido executada em 1541 a mando de Henrique VIII de Inglaterra, que era filho do sua prima, Isabel de Iorque.
Margarida foi beatificada em 29 de dezembro de 1886, pelo papa Leão XIII. Seu dia é comemorado em 28 de maio.
Foi a única mulher na Inglaterra do século 16 junto com Ana Bolena a possuir um título de nobreza por direito próprio, em vez de ser casada com um nobre.

## Família
Seus avós paternos eram Ricardo, 3.º Duque de Iorque, descendente do rei Eduardo III de Inglaterra e sua esposa, Cecília Neville, que através do avô materno, João de Gante, fundador da Casa de Lencastre, ramo da Dinastia Plantageneta, também descendia de Eduardo III.
Seus avós maternos eram Ricardo Neville, 16.º Conde de Warwick, membro da Ordem da Jarreteira, conhecido como o Fazedor de Reis e Ana Beauchamp, filha de Isabel le Despenser, condessa de Worcester, cujo famoso ancestral era Hugo Despenser, o Jovem, um favorito do rei Eduardo II.

## Casamento
Henrique VII arranjou a união entre Margarida o galês Sir Ricardo Pole, em 22 de novembro de 1494. Ele era um cavaleiro da Ordem da Jarreteira, filho de Godofredo Pole e Edite de St. John. A mãe de Edite era Margarida Beauchamp, que por seu segundo casamento com João Beaufort, 1.º Duque de Somerset, foi mãe de Margarida Beaufort, a mãe do rei Henrique, fazendo de Edite meia-irmã de Margarida. 
Seus filhos foram:

Brasão da condessa.

- Henrique Pole, 1.º Barão Montagu (1492 - 9 de junho de 1539), foi executado por traição na Torre de Londres. Foi marido de Joana Neville, filha Jorge Neville, 5.º Barão Bergavenny, com quem teve filhos;
- Reginald Pole (março de 1500 - 17 de novembro de 1558), foi o último Arcebispo da Cantuária católico;
- Godofredo Pole (m. 1558), Senhor da Casa Lordington, em West Sussex. Marido de Constance Pakenham, com quem teve filhos;
- Artur Pole (m. antes de 1538), Senhor de Broadhurst, em Sussex. Sua esposa era Jane Lewknor, porém não teve descendência;
- Úrsula Pole (m. 12 de agosto de 1570), Baronessa Stafford como esposa de Henrique Stafford, 1.º Barão Stafford, sendo a mãe de seus filhos, entre eles, Doroteia Stafford, que servia a rainha Isabel I de Inglaterra, como sua dama de companhia.